# 구조 모티프
구조 모티프(영어: structural motif)는 단백질이나 핵산과 같은 사슬 모양의 생체 분자에서 진화적으로 관련이 없는 다양한 분자에서 나타나는 일반적인 3차원 구조이다. 구조 모티프는 서열 모티프와 연관될 필요는 없다. 이는 다른 단백질이나 RNA에서 다르고 완전히 관련이 없는 서열로 표현될 수 있다.

## 같이 보기
- 단백질
- 핵산